# Karl Dittrich
Karl Dittrich (* 18. Jänner 1928 in Kufstein; † 30. November 1995 in Tulbing) war ein österreichischer Politiker (ÖVP) und Unternehmer. Dittrich war von 1975 bis 1978 Mitglied des Bundesrates und von 1978 bis 1992 Abgeordneter zum Nationalrat.

## Ausbildung und Beruf
Nach dem Besuch der Volksschule absolvierte Dittrich die das Realgymnasium und die Technische Hochschule in der Fachrichtung Bauingenieurwesen. Ihm wurde die Berufsbezeichnung Ing. verliehen. Dittrich war in der Folge als Bauingenieur tätig und machte sich 1952 selbständig. Er erhielt den Berufstitel Kommerzialrat.

## Politik

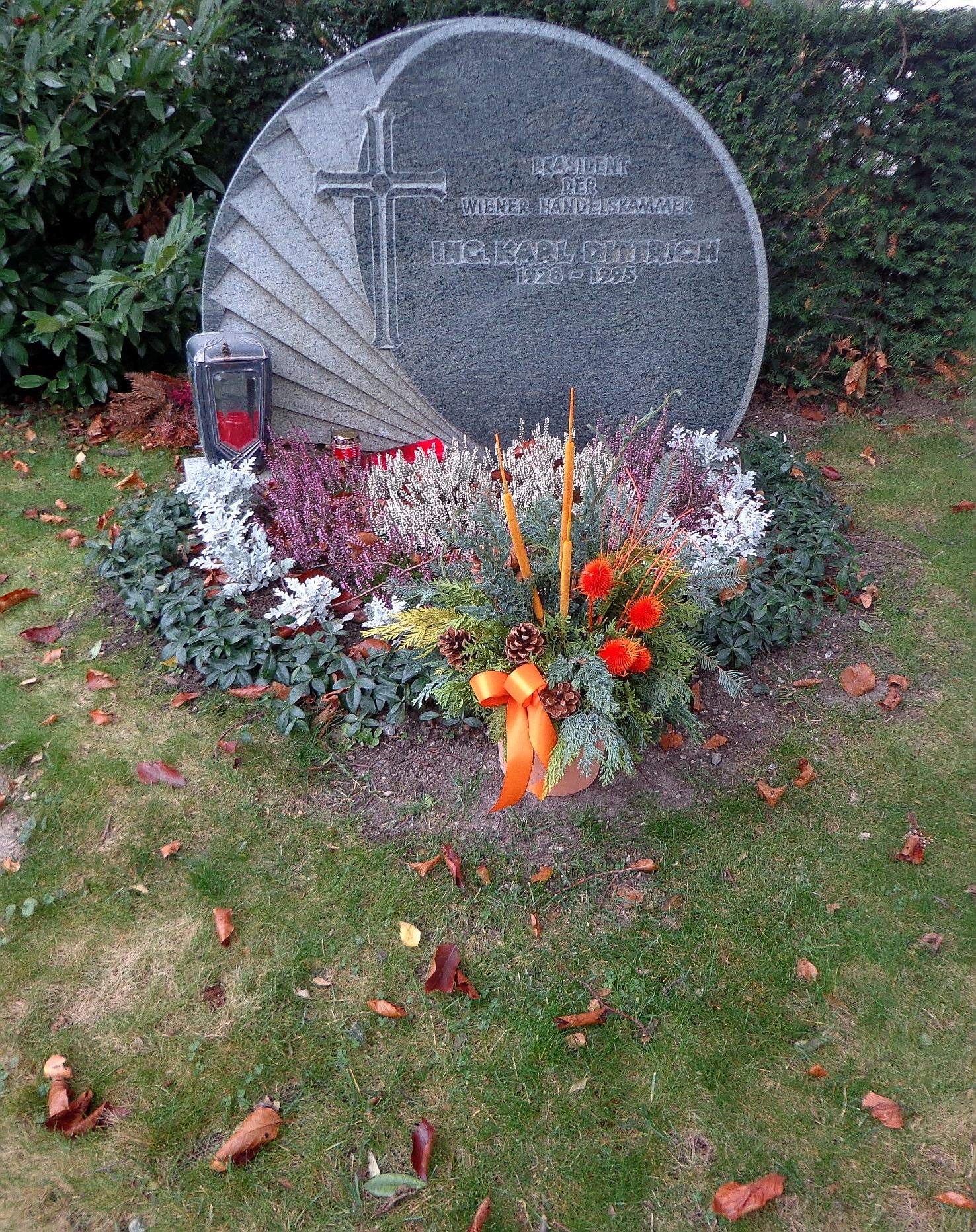
Wiener Zentralfriedhof – Ehrengrab von Karl Dittrich

Nachdem sich Dittrich ab 1958 als Bezirksgruppenobmann im Österreichischen Wirtschaftsbund (ÖWB) engagierte wurde er 1960 zum Innungsmeisterstellvertreter des Bauhilfsgewerbes und 1969 zum Innungsmeister gewählt. 1975 übernahm Dittrich als Obmann die Leitung der Landesgruppe des ÖWB. Er war zudem zwischen 1965 und 1970 Kammerrat und von 1970 bis 1975 Vizepräsident der Kammer der gewerblichen Wirtschaft für Wien. 1975 übernahm Dittrich das Amt des Landespräsident der Kammer der gewerblichen Wirtschaft.
Dittrich vertrat die ÖVP zwischen dem 17. Oktober 1975 und dem 7. November 1978 im Bundesrat. Danach war er vom 7. November 1978 bis zum 30. April 1992 Abgeordneter zum Nationalrat. Nach seinem Tod wurde Dittrich auf dem Wiener Zentralfriedhof bestattet (Gruppe 14 C).

## Auszeichnung
- 1978: Ehrensenator der Technischen Universität Wien
- 1979: Großes Goldenes Ehrenzeichen für Verdienste um die Republik Österreich[1]
- 1993: Ehrenbürger von Wien
- Ehrensenator der Wirtschaftsuniversität Wien[2]